# Кошлюн
Кошлюн (хорв. Košljun, итал. Cassione) — небольшой хорватский остров площадью 72426 м², расположенный в бухте острова Крк, муниципалитета Пунат (Punat). Длина береговой линии — 1,083 км.
Расстояние от острова Крк составляет около 190 метров, берег оборудован причалом. Население острова (5 человек) составляют монахи-францисканцы. На острове находится монастырь c церковью Благовещения Марии и несколько небольших старинных часовен. При входе в монастырь расположена статуя святого Франциска Ассизского с волком.
В монастыре находится библиотека, этнографический музей, архитектурный музей и музей церковного искусства. Вокруг монастыря расположен лес, ботанический сад и оливковые рощи.

## Галерея

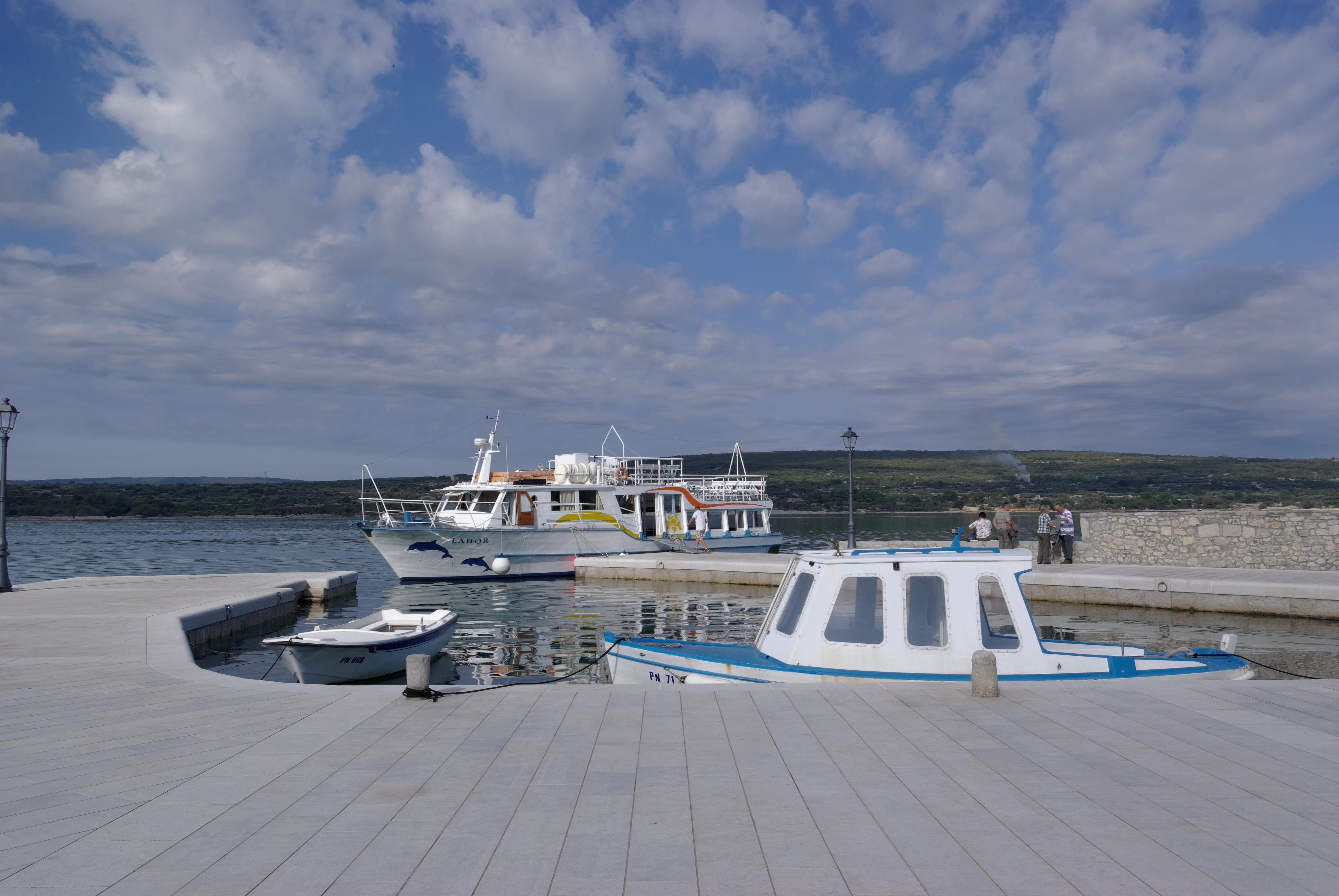
Причал
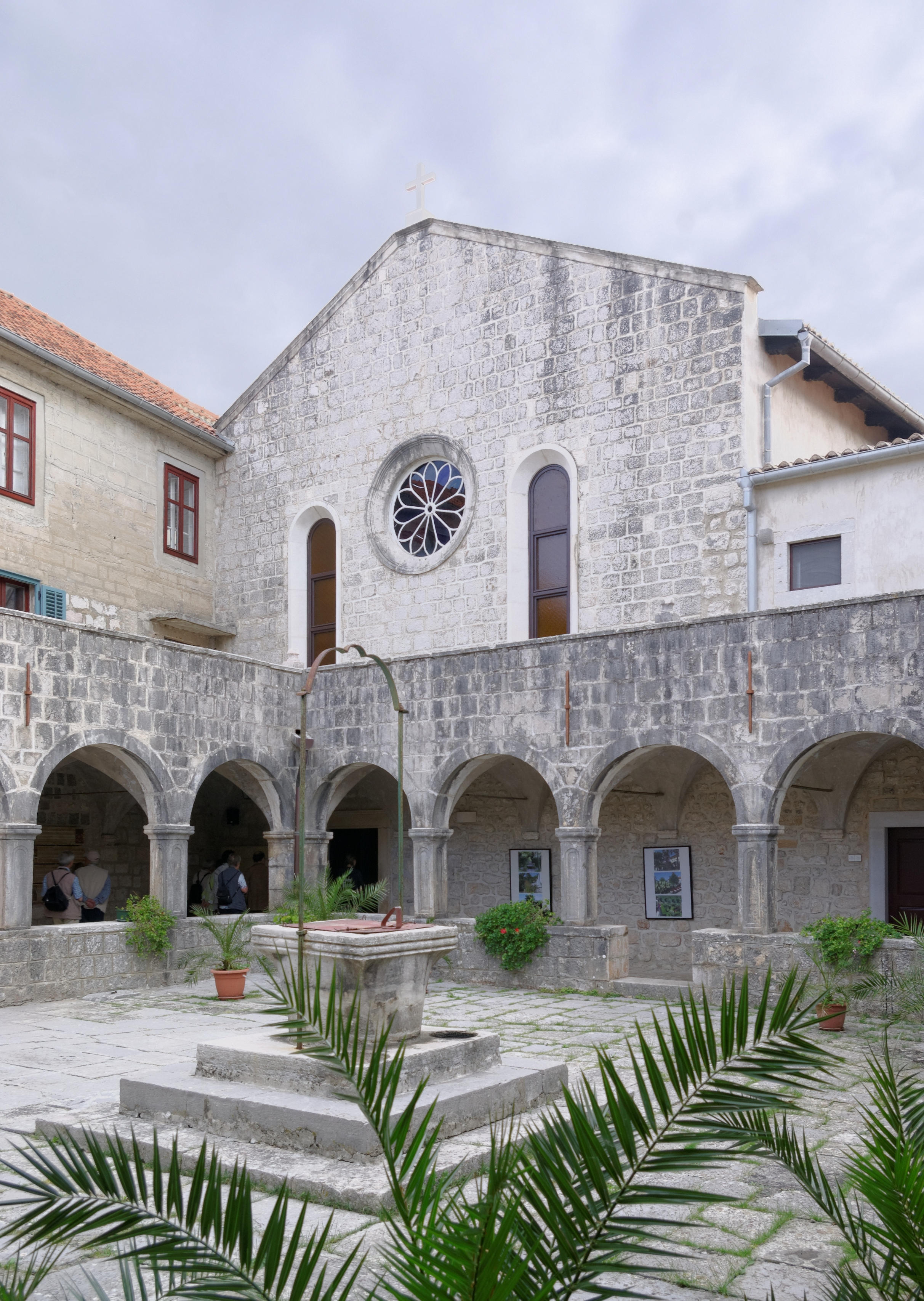
Монастырский двор
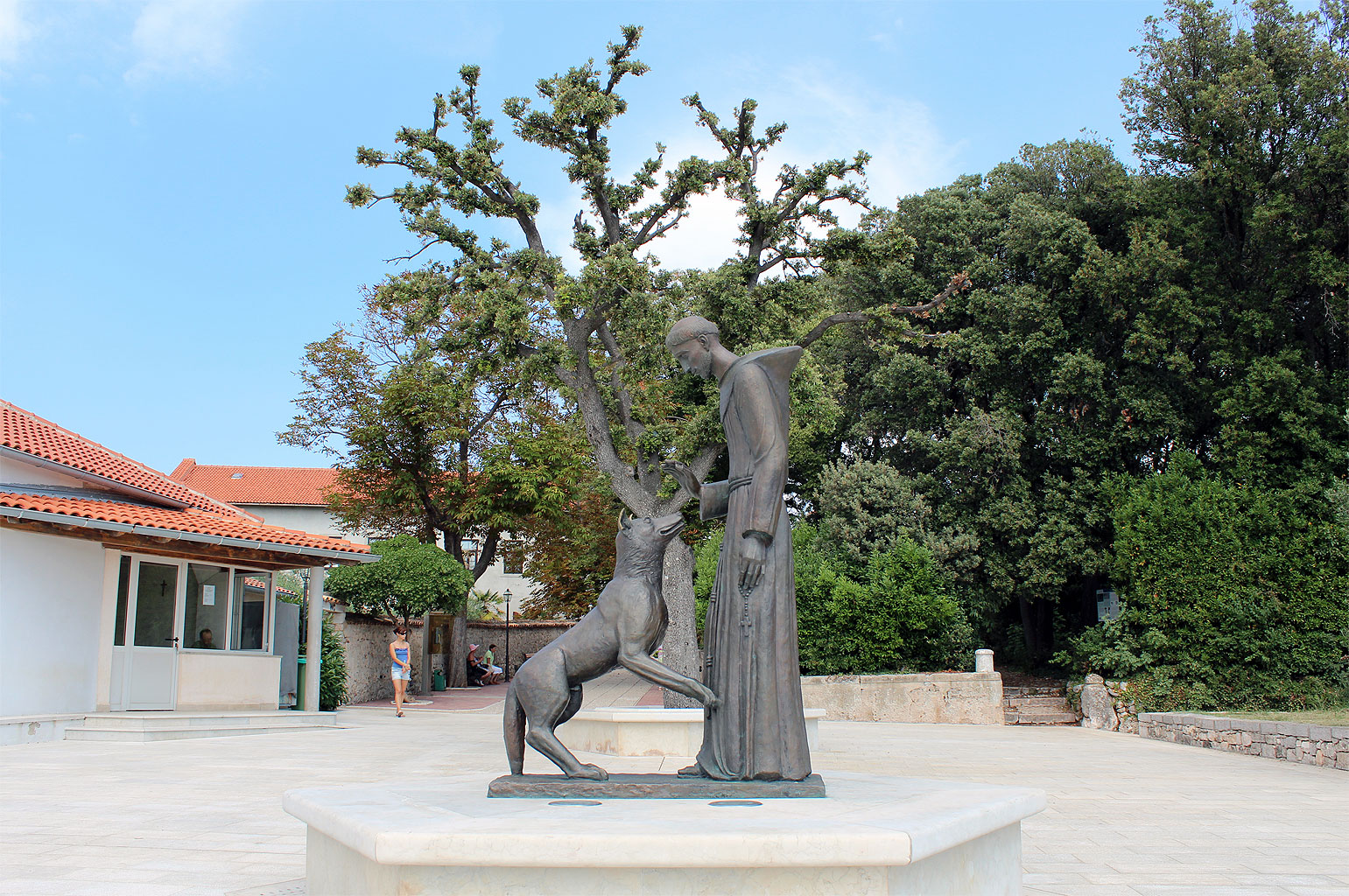
Статуя Франциска Ассизского и волка